# مک‌آلپین (فلوریدا)
مک‌آلپین (به انگلیسی: McAlpin) یک منطقهٔ مسکونی در ایالات متحده آمریکا است که در شهرستان سوانه، فلوریدا واقع شده‌است. مک‌آلپین ۳۱٫۰۹ متر بالاتر از سطح دریا واقع شده‌است.